# Wyzwolenie (film 2022)
Wyzwolenie (ang. Emancipation)  – amerykański dreszczowiec z 2022 roku w reżyserii Antoine'a Fuqui. W głównej roli wystąpił Will Smith. Film miał premierę 2 grudnia 2022 roku na platformie Apple TV+. Zdjęcia kręcono w stanie Luizjana, w tym w Nowym Orleanie.

## Fabuła
Historia niewolnika znanego jako Whipped Peter, który uciekając z plantacji zaryzykował swoje życie zmotywowany chęcią powrotu do swojej rodziny.

## Obsada
- Will Smith jako Peter
- Ben Foster jako Fassel
- Charmaine Bingwa jako Dodienne
- Gilbert Owuor jako Gordon
- Ronnie Gene Blevins jako Harrington
- Aaron Moten jako Knowls
- Jabbar Lewis jako Tomas
- Michael Luwoye jako John
- Steven Ogg jako Howard
- Grant Harvey jako Leeds
- Mustafa Shakir jako Cailloux
- Paul Ben-Victor jako Major G. Halstead
- Jesse C. Boyd jako Mike Hurley
- David Denman jako generał William Dwight
- Imani Pullum jako Betsy
- Jeremiah Friedlander jako Scipion
- Jordyn McIntosh jako Laurette
- Austin Alexander jako Trapp[1]

## Odbiór

### Reakcja krytyków
Film spotkał się ze średnią reakcją krytyków. W agregatorze recenzji Rotten Tomatoes 46% ze 153 recenzji uznano za pozytywne, a średnia ocen wyniosła 5,7 na 10. Z kolei w agregatorze Metacritic średnia ważona ocen z 40 recenzji wyniosła 53 punkty na 100.

## Nagrody i nominacje
| Nagroda       | Kategoria                                              | Wynik     |
| ------------- | ------------------------------------------------------ | --------- |
| Czarna Szpula | Najlepszy przełomowy występ aktorki (Charmaine Bingwa) | nominacja |
| Czarna Szpula | Najlepsze zdjęcia (Robert Richardson)                  | nominacja |